# 科德罗
科德罗（法語：Caudrot，法語發音：[kodʁo]）是法国吉伦特省的一个市镇，属于朗贡区。

## 地理
科德罗（44°34'36"N, 0°8'37"W）面积6.12 平方千米，位于法国新阿基坦大区吉倫特省，该省份为法国西南部沿海省份，是法國本土面积最大的省，北起滨海夏朗德省，西临大西洋，南至朗德省，东南接洛特-加龍省，东临多爾多涅省。
与科德罗接壤的市镇（或旧市镇、城区）包括：圣富瓦拉隆格、巴里、卡瑟伊、圣马丹德塞斯卡。

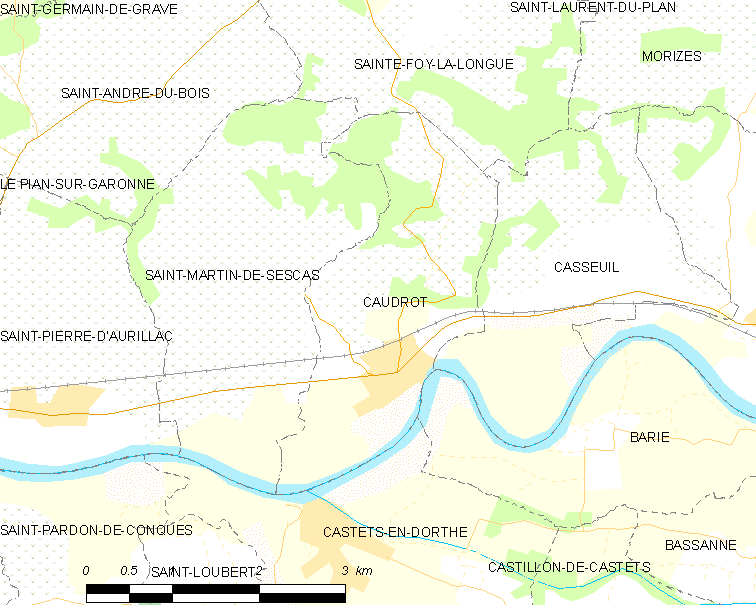
科德罗的OSM定位图

科德罗的时区为UTC+01:00、UTC+02:00（夏令时）。

## 行政
科德罗的邮政编码为33490，INSEE市镇编码为33111。

## 政治
科德罗所属的省级选区为海间县。

## 人口

1962-2008年间科德罗人口变化图示

科德罗于2022年1月1日时的人口数量为1096人。